# Beleg van Hachigata (1590)
Het tweede Beleg van Hachigata vond plaats in 1590, tijdens de Japanse Sengoku-periode. De slag maakte deel uit van de campagne van Toyotomi Hideyoshi tegen de Hojo-clan. Hachigata was een van de laatste grote forten van de Hojo, die zich in de regio Kanto verzetten tegen de macht van Hideyoshi. Hideyoshi had reeds geheel westelijk Japan onder zijn controle gekregen en wilde het verzet in Kanto nu uitschakelen.
De belegeringsmacht van 35.000 man werd geleid door Maeda Toshiie en Uesugi Kagekatsu. Het garnizoen van de Hojo, onder bevel van Hojo Ujikuni, hield een maand lang stand voordat het kasteel uiteindelijk viel.